# NGC 7273
NGC 7273 is een lensvormig sterrenstelsel in het sterrenbeeld Hagedis. Het hemelobject werd op 20 september 1876 ontdekt door de Franse astronoom Édouard Jean-Marie Stephan.

## Synoniemen
- MCG 6-49-12
- ZWG 514.24
- NPM1G +35.0457
- PGC 68768